# Lac Magog
Lac Magog är en sjö i Kanada.   Den ligger i regionen Estrie och provinsen Québec, i den sydöstra delen av landet, 290 km öster om huvudstaden Ottawa. Lac Magog ligger 189 meter över havet. Arean är 10,8 kvadratkilometer. Den sträcker sig 10,0 kilometer i nord-sydlig riktning, och 3,9 kilometer i öst-västlig riktning.
I omgivningarna runt Lac Magog växer i huvudsak blandskog. Runt Lac Magog är det glesbefolkat, med 13 invånare per kvadratkilometer.